# ドキュメンタリー・ミュージックビデオ 宇部三部作 完全版
ドキュメンタリー・ミュージックビデオ 宇部三部作 完全版(- うべさんぶさく かんぜんばん)は、清木場俊介の映像作品である。2011年5月25日に発売された。

## 概要
2008年に発売された『VIDEO CLIPS』以来、3年ぶりのミュージック・ビデオ集。「ROCK&SOUL〜三種の神器〜」と銘打たれた3ヵ月連続リリースの第一弾としてリリースされた。
本作には、清木場の故郷となる山口県宇部市でオールロケが敢行された「宇部三部作」が完全収録されている。特典映像には、山口県宇部市で開催されたフリーライブ「清木場俊介 フリーライブ 〜旅路の書〜」の模様やドキュメンタリー・ミュージックビデオの予告篇も特別収録。 
初回限定特典として、本作に続けてリリースされたライブ・アルバム『ROCK&SOUL 2010-2011 LIVE』と映像作品『日本武道館 -2011年4月24日 ROCK&SOUL 2010-2011 TOUR FINAL-』の3作を収納できるボックスが用意された。

## 収録曲
1. 回帰疾走篇:「魔法の言葉」
2. 望郷集結篇:「エール」
3. 旅路の書篇[注釈 1]:「終わりなき旅路の中で…」

特典映像1清木場俊介 フリーライブ 〜旅路の書〜
1. 風に唄えば…
2. GO! WAY!
3. I LOVE YOU
尾崎豊のカバー曲。
4. 魔法の言葉
5. エール
6. 終わりなき旅路の中で…

特典映像2宇部三部作 予告篇
1. 宇部の生活
2. 釣り
3. トレーニング
4. 母親
5. 先生と自分
6. 地下道